# Акомпаніатор
Акомпаніатор, концертмейстер — професія у галузі музичного мистецтва.

## Завдання та обов'язки
Виступає в концертах з підготовленими музичними творами як на стаціонарі, так і на гастролях.
Має хорошу техніку володіння музичним інструментом і необхідну професійну кваліфікацію для супроводження виступів солістів у змішаних, сольних та інших концертах, а також у проведенні репетицій з підготовки нових концертних номерів і програм з концертними виконавцями усіх жанрів.
Проводить з виконавцем заняття з поточного репертуару, бере участь у записі концертних номерів, виконує нові музичні твори з листа і транспонує нотний матеріал звичайної складності.

## Повинен знати
Основи естетики; основні напрямки розвитку сучасної музики; найзначніші твори музичного класичного та сучасного репертуару; методи самостійної роботи над музичним твором, а також методи вокальної педагогіки і ансамблевого (хорового) співу; знання методики роботи з інструменталістами різних спеціальностей; природу вокалу, ансамблево-інструментальної музики;

## Кваліфікаційні вимоги
Для здобуття посади в Україні необхідна повна або базова вища освіта відповідного напряму а також відповідність спеціальним кваліфікаційним вимогам:
- Акомпаніатор, концертмейстер вищої категорії: яскраві музичні і сценічні здібності; висока професійна кваліфікація; висока технічна і виконавська підготовка; великий досвід концертмейстерської й ансамблевої роботи з артистами; яскрава творча індивідуальність; широке визнання слухачів; володіння широким репертуаром, що включає твори вищої складності вітчизняних і світових композиторів.
- Акомпаніатор, концертмейстер I категорії: відмінні музичні і сценічні здібності; хороша професійна кваліфікація; хороша виконавська і технічна підготовка; достатній досвід концертмейстерської і ансамблевої роботи з артистами; визнання слухачів.
- Акомпаніатор, концертмейстер II категорії: добрі музичні здібності; необхідний рівень виконавської майстерності і технічної підготовки.